# قلعه الله‌آباد
برای قلعه‌ای به این نام در هند به قلعه الله‌آباد (هند) رجوع کنید.
قلعه اله آباد مربوط به دوره متاخر اسلامی دوره صفوی است و در شهرستان اردکان، بخش خرانق، دهستان اله آباد، روستای اله آباد واقع شده و این اثر در تاریخ ۲۲ آبان ۱۳۸۶ با شمارهٔ ثبت ۱۹۹۱۷ به‌عنوان یکی از آثار ملی ایران به ثبت رسیده است.